# Dionysia tapetodes
Dionysia tapetodes är en viveväxtart som beskrevs av Alexander von Bunge. Dionysia tapetodes ingår i dionysosvivesläktet som ingår i familjen viveväxter. Inga underarter finns listade i Catalogue of Life.

## Bildgalleri

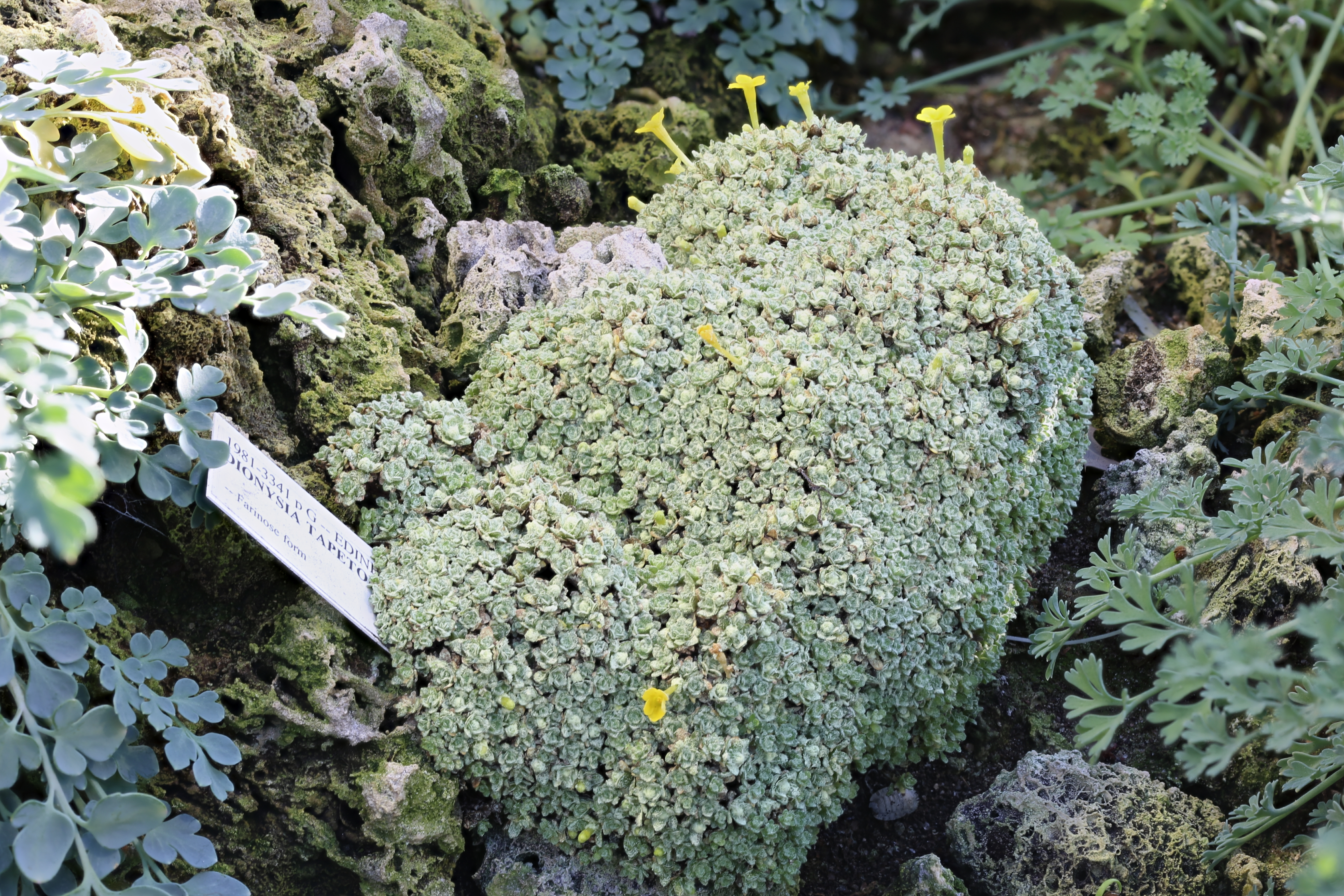
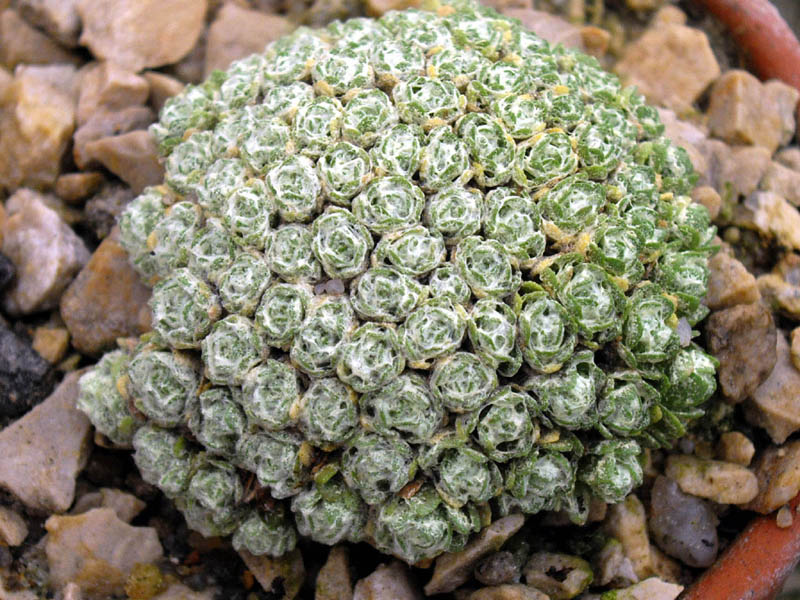